# Pacific Remote Islands Marine National Monument

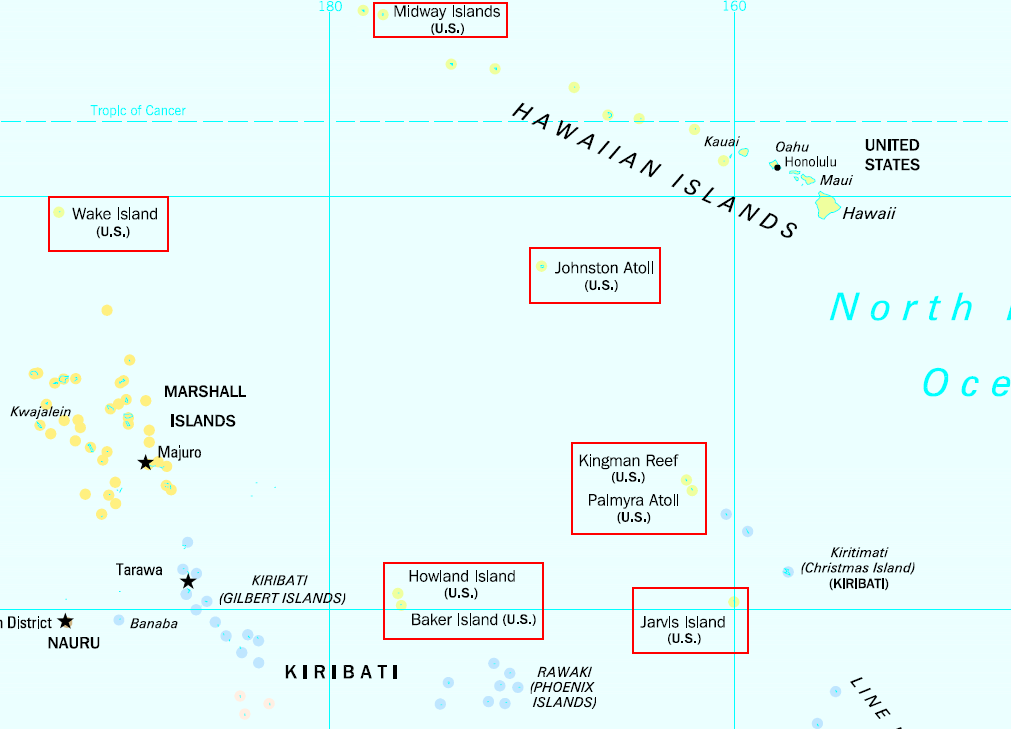
Cartes des îles et leur emplacement dans l’océan Pacifique

Le Pacific Remote Islands Marine National Monument est un groupe  d’îles américaines se trouvant dans l’Océan Pacifique. Ces îles sont non organisées et non incorporées et sont gérées par le Fish and Wildlife Service du département de l'Intérieur des États-Unis. Ces îles mineures éloignées des États-Unis constituent un refuge pour de nombreuses espèces, et plusieurs espèces endémiques sont protégées telles que des coraux, des poissons, des crustacés, des mammifères marins, des oiseaux, des insectes, et des plantes n’existant nulle part ailleurs. Selon le gouvernement américain, il permet de protéger une partie de la plus grande diversité d'espèces marines et terrestres sur un territoire placé sous la juridiction d'un seul pays.

## Historique
Anciennement connu comme Pacific Remote Islands National Wildlife Refuge Complex ou comme United States Pacific Island Wildlife Refuges, la zone a été proclamée comme monument national le 6 janvier 2009 par le président des États-Unis George W. Bush.
Lors de la conférence sur la protection des océans, le 17 juin 2014, le président Obama propose de l'étendre considérablement pour atteindre une surface de  2 030 000 km2, il s’agirait du plus vaste sanctuaire marin du monde. Les États-Unis entendent y interdire la pêche commerciale et l’exploitation énergétique. Au total, avec les engagements d’autres pays comme les Îles Cook ou les Kiribati, « plus de trois millions de km² » d’aires marines deviendrait un sanctuaire,.
Le 17 avril 2025, le président Trump y réautorise la pêche commerciale.

## Géographie

### Territoires inclus
Les îles suivantes constituent le Pacific Remote Islands National Wildlife Refuge Complex. Toutes sauf l’atoll Palmyra sont des territoires non incorporés.
| Atoll / île    | Terres emmergées (en km2) | Surface immergée (en km²) | Lagon (en km²) | Coordonnées           | Annexion   | Localisation |
| -------------- | ------------------------- | ------------------------- | -------------- | --------------------- | ---------- | --- |
| Atoll Johnston | 2,6                       | 274                       | 130            | 16° 45′ N, 169° 31′ O | 06.09.1859 | Situé à 1 329 km au sud-ouest d’Honolulu.                                                                                        |
| Atoll Palmyra  | 3,9                       | 1946                      | 15             | 5° 53′ N, 162° 05′ O  | 21.02.1912 | Situé à 1 765 km au sud-sud-ouest d’Honolulu, aux deux cinquièmes du chemin reliant l'archipel d'Hawaï et les Samoa américaines. |
| Île Baker      | 2,1                       | 127                       |                | 0° 12′ N, 176° 29′ O  | 28.10.1856 | Située à 3 090 km au sud-ouest d'Honolulu, aux deux cinquièmes du chemin reliant l'archipel d'Hawaï et l'Australie.              |
| Île Howland    | 2,6                       | 136                       |                | 0° 48′ N, 176° 37′ O  | 28.10.1856 | Située à 3 048 km au sud-ouest d’Honolulu, aux deux cinquièmes du chemin reliant l'archipel d'Hawaï et l'Australie.              |
| Île Jarvis     | 5                         | 147                       |                | 19° 18′ N, 166° 38′ E | 28.10.1856 | Située à 2 409 km au sud d'Honolulu, à mi-chemin entre l'archipel d'Hawaï et les Îles Cook.                                      |
| Récif Kingman  | 0,01                      | 1958                      | 60             | 6° 24′ N, 162° 24′ O  | 08.02.1860 | Situé à 1 719 km au sud-sud-ouest d’Honolulu, aux deux cinquièmes du chemin reliant l'archipel d'Hawaï et les Samoa américaines. |
| Wake           | 6,5                       |                           |                | 19° 18′ N, 166° 38′ E | 17.01.1899 | Situé à 3 706 km à l'ouest d'Honolulu                                                                                            |
| Total          | 22,7                      | 4588                      | 205            |                       |            | |

### Climat
Du fait que les îles sont éloignées les unes des autres sur l'océan, le climat diffère sur chaque île. Ainsi l'île de Baker, l'île Howland et l'île Jarvis ont un climat équatorial, avec de faibles précipitations, des vents continus et un soleil brulant. L'atoll Johnston et le récif Kingman ont un climat tropical mais généralement sec, lié aux alizés provenant du nord-est avec de faibles variations saisonnières de température. L'atoll Palmyra possède un chaud climat équatorial, du fait que l'atoll se trouve dans la zone de faible pression de la zone de convergence intertropicale où les alizés du Nord-Est et du Sud-Est se rencontrent, le climat est extrêmement humide avec 4 000 à 5 000 mm de précipitations chaque année.

## Population
Les îles ne possèdent aucune population indigène. Sur l'atoll Johnston, une population moyenne de 1100 militaires américains et consultants civils fut présente sur l'île, mais en mai 2005 tout le personnel du gouvernement américain quitta l'île. Environ 40 personnes, appartenant au US Fish and Wildlife Service et aux départements associés, vivent sur l'atoll de Midway. Entre 4 et 20 employés du Nature Conservancy et du US Fish and Wildlife vivent sur l'atoll Palmyra. Les autres îles sont normalement inhabitées.
L'accès à ces îles nécessite une autorisation spéciale délivrée uniquement par l'US Fish and Wildlife Service qui n'est généralement accordée qu'aux scientifiques. Seuls l'atoll de Midway et l'atoll Palmyra possèdent une piste d'atterrissage en fonction ; l'île Baker, l'île Howland, et l'atoll Johnston ont possédé des pistes d'atterrissage dans le passé qui ont depuis été abandonnées et ne sont plus opérationnelles.